# Relación fundamental de la termodinámica
En termodinámica, la relación termodinámica fundamental se expresa generalmente como cambio microscópico de la energía interna en términos de cambios microscópicos de entropía, y de volumen de un sistema cerrado en equilibrio térmico, de la manera siguiente:
{\displaystyle \mathrm {d} U=T\,\mathrm {d} S-P\,\mathrm {d} V\,}
Aquí, U es energía interna, T es temperatura absoluta, S es entropía, P es presión, y V es volumen. Esta relación aplica a un cambio reversible, o a un cambio en un sistema cerrado de presión y temperatura uniformes en composición constante.
Esto es sólo una expresión de la relación termodinámica fundamental. Se puede expresar de otras maneras, utilizando variables diferentes (como potenciales termodinámicos). Por ejemplo, la relación fundamental se puede expresar en términos de entalpía como:
{\displaystyle dH=T\,\mathrm {d} S+V\,\mathrm {d} P\,}
En términos de energía libre de Helmholtz (F) como:
{\displaystyle \mathrm {d} F=-S\,\mathrm {d} T-P\,\mathrm {d} V\,}
Y en términos de energía libre de Gibbs (G) como:
{\displaystyle \mathrm {d} G=-S\,\mathrm {d} T+V\,\mathrm {d} P\,}.

## Derivación de las leyes primera y segunda de la termodinámica
En la primera ley de termodinámica se establece que:
{\displaystyle \mathrm {d} U=\delta Q-\delta W\,}
Donde {\displaystyle \delta Q} y {\displaystyle \delta W}
Según la segunda ley de termodinámica, en un proceso reversible se tiene:
{\displaystyle \mathrm {d} S={\frac {\delta Q}{T}}\,}
Por lo tanto:
{\displaystyle \delta Q=T\,\mathrm {d} S\,}
Sustituyendo esta equivalencia en la fórmula de la primera ley, se tiene:
{\displaystyle \mathrm {d} U=T\,\mathrm {d} S-\delta W\,}
Aceptando que {\displaystyle \delta W}
{\displaystyle \delta W\ =P\mathrm {d} V\,}
Se tiene:
{\displaystyle \mathrm {d} U=T\,\mathrm {d} S-P\,\mathrm {d} V\,}
Esta ecuación ha sido derivada en el caso de cambios reversibles. Sin embargo, dado que U, S y V son funciones de estado termodinámico, la relación anterior se mantiene también para los cambios no reversibles en un sistema de presión y temperatura uniformes en una composición constante. Si las cantidades de los componentes químicos cambian en el proceso, la relación se generaliza a:
{\displaystyle \mathrm {d} U=T\,\mathrm {d} S-P\,\mathrm {d} V\ +\sum _{i}\mu _{i}\,\mathrm {d} n_{i}\,}
El término {\displaystyle \mu _{j}} indica el potencial químico de la sustancia j. En un proceso reversible, el último término tiene que ser cero.
Si el sistema tiene parámetros más externos que puedan cambiar aparte del volumen, la relación termodinámica fundamental generaliza a:
{\displaystyle \mathrm {d} U=T\,\mathrm {d} S-\sum _{j}X_{j}\,\mathrm {d} x_{j}+\sum _{i}\mu _{i}\,\mathrm {d} n_{i}\,}
Aquí, {\displaystyle X_{i}} representa las fuerzas generalizadas correspondientes a los parámetros externos {\displaystyle x_{i}}

## Derivación de principios mecánicos estadísticos
La derivación anterior utiliza las leyes primera y segunda de la termodinámica. Esta primera ley es esencialmente una definición de calor, es decir, calor es el cambio de la energía interna de un sistema que no es causado por un cambio de los parámetros externos del propio sistema.
Sin embargo, la segunda ley de la termodinámica no es una relación definitoria de la entropía. La definición fundamental de entropía de un sistema aislado que contiene una cantidad de energía de {\displaystyle E} es:
{\displaystyle S=k\log \left[\Omega \left(E\right)\right]\,}
Donde {\displaystyle \Omega \left(E\right)} es el número de estados cuánticos de un pequeño intervalo entre {\displaystyle E} y {\displaystyle E+\delta E}. Aquí, {\displaystyle \delta E} representa un intervalo de energía macroscópicamente pequeño, el cual permanece fijo. En rigor, esto significa que la entropía depende de la elección de {\displaystyle \delta E}. Sin embargo, en el límite termodinámico (p. ej. en el límite de un sistema infinitamente grande), la entropía específica (entropía por unidad de volumen o por unidad de masa) no depende de {\displaystyle \delta E}. Así, la entropía es una medida de la incertidumbre acerca de cuál sistema de estado cuántico se trata exactamente, dado que se sabe que su energía está en algún intervalo de magnitud {\displaystyle \delta E}.
Derivar la relación termodinámica fundamental de los primeros principios equivale a probar que la definición anterior de entropía implica que, para procesos reversibles, se tenga:
{\displaystyle dS={\frac {\delta Q}{T}}}
La suposición fundamental de la mecánica estadística es que todos los estados {\displaystyle \Omega \left(E\right)} son igualmente probables. Esto permite extraer todas las cantidades termodinámicas de interés. La temperatura se define como:
{\displaystyle {\frac {1}{kT}}\equiv \beta \equiv {\frac {d\log \left[\Omega \left(E\right)\right]}{dE}}\,}
Esta definición puede derivarse del conjunto microcanónico, que es un sistema de un número constante de partículas, un volumen constante y que no intercambia energía con su entorno. Supóngase que el sistema tiene algún parámetro externo, x, que se puede cambiar. En general, los estados propios de energía del sistema dependerán de x. De acuerdo con el teorema adiabático de la mecánica cuántica, en el límite de un cambio infinitamente lento del sistema hamiltoniano, el sistema permanecerá en el mismo estado propio de energía. Por lo tanto, cambiará esta propiedad según sea  el correspondiente cambio del estado energético propio de su ámbito.
La fuerza generalizada X, correspondiente al parámetro externo x, se define de tal manera que{\displaystyle Xdx} representa el trabajo realizado por el sistema si x se incrementa en una cantidad dx. Por ejemplo, si x es el volumen, entonces X es la presión. La fuerza generalizada de un sistema que se sabe está en estado propio de energía {\displaystyle E_{r}} viene dada por:
{\displaystyle X=-{\frac {dE_{r}}{dx}}}
Como el sistema puede estar en cualquier estado propio de energía dentro de un intervalo de {\displaystyle \delta E}, la fuerza generalizada del sistema se define como el valor de expectativa de la expresión anterior:
{\displaystyle X=-\left\langle {\frac {dE_{r}}{dx}}\right\rangle \,}
Para evaluar el promedio, se dividen los estados propios de energía de {\displaystyle \Omega \left(E\right)} cuantificando los que tienen un valor {\displaystyle {\frac {dE_{r}}{dx}}} dentro de un rango entre {\displaystyle Y} y {\displaystyle Y+\delta Y}. A este número se le denomina {\displaystyle \Omega _{Y}\left(E\right)}. Se tiene que:
{\displaystyle \Omega \left(E\right)=\sum _{Y}\Omega _{Y}\left(E\right)\,}
Ahora, el promedio que define la fuerza generalizada se puede escribir así:
{\displaystyle X=-{\frac {1}{\Omega \left(E\right)}}\sum _{Y}Y\Omega _{Y}\left(E\right)\,}
Esta expresión se puede relacionar con la derivada de la entropía con respecto a x a la energía constante E de la manera siguiente. Supóngase que x cambia a x + dx. Entonces, {\displaystyle \Omega \left(E\right)} cambiará porque los estados propios de energía dependen de x, lo cual hace que se muevan dentro o fuera del rango entre {\displaystyle E} y {\displaystyle E+\delta E}. Dado que estos estados propios de energía aumentan en {\displaystyle Ydx}, todos los estados que se encuentran en el intervalo que va de {\displaystyle E-Ydx} a E se mueven desde abajo de E hasta arriba de E. Son:
{\displaystyle N_{Y}\left(E\right)={\frac {\Omega _{Y}\left(E\right)}{\delta E}}Ydx\,}
Si {\displaystyle Ydx\leq \delta E}, todos estos estados propios de energía se moverán al rango entre {\displaystyle E} y {\displaystyle E+\delta E}, por lo cual contribuyen a un aumento de {\displaystyle \Omega }. El número de estados propios de energía que se mueven desde abajo de {\displaystyle E+\delta E} hasta arriba de {\displaystyle E+\delta E} está dado por {\displaystyle N_{Y}\left(E+\delta E\right)}. La diferencia
{\displaystyle N_{Y}\left(E\right)-N_{Y}\left(E+\delta E\right)\,}
es, por lo tanto, la contribución neta al aumento de {\displaystyle \Omega }. Nótese que, si Y dx es mayor que {\displaystyle \delta E}, habrá estados propios de energía que se moverán desde abajo de {\displaystyle E} hasta arriba de {\displaystyle E+\delta E}. Se cuentan tanto en {\displaystyle N_{Y}\left(E\right)} como en {\displaystyle N_{Y}\left(E+\delta E\right)}. Por lo tanto, en ese caso la expresión anterior también es válida.
Definiendo la expresión anterior como una derivada con respecto a E y sumando sobre Y se obtiene que:
{\displaystyle \left({\frac {\partial \Omega }{\partial x}}\right)_{E}=-\sum _{Y}Y\left({\frac {\partial \Omega _{Y}}{\partial E}}\right)_{x}=\left({\frac {\partial \left(\Omega X\right)}{\partial E}}\right)_{x}\,}
La derivada logarítmica de {\displaystyle \Omega } con respecto a x viene dada por:
{\displaystyle \left({\frac {\partial \log \left(\Omega \right)}{\partial x}}\right)_{E}=\beta X+\left({\frac {\partial X}{\partial E}}\right)_{x}\,}
El primer término es intensivo, es decir, no se escala con el tamaño del sistema. En contraste, el último término se escala según el tamaño del sistema inverso y, por lo tanto, desaparece en el límite termodinámico. Así se encuentra que:
{\displaystyle \left({\frac {\partial S}{\partial x}}\right)_{E}={\frac {X}{T}}\,}
Combinado con:
{\displaystyle \left({\frac {\partial S}{\partial E}}\right)_{x}={\frac {1}{T}}\,}
se obtiene:
{\displaystyle dS=\left({\frac {\partial S}{\partial E}}\right)_{x}dE+\left({\frac {\partial S}{\partial x}}\right)_{E}dx={\frac {dE}{T}}+{\frac {X}{T}}dx\,}
que se puede describir como:
{\displaystyle dE=TdS-Xdx\,}